# Mikuleč
Mikuleč (německy Nikl) je obec v okrese Svitavy v Pardubickém kraji. Obec je součástí Mikroregionu Svitavsko. Žije zde 268 obyvatel.

## Historie
Historie obce je spjata s obdobím velké kolonizace, kterou na Litomyšlsku prováděl tamější premonstrátský klášter a během níž na české území přicházeli němečtí kolonisté. První písemná zmínka o obci pochází z roku 1347, kdy byla přidělena ke stolním statkům litomyšlského biskupa.

## Historie v datech[5]
starší neolit nález vrtaného kamenného sekeromlatu
mladší doba bronzová - nález sekery
- 1347 první písemná zmínka

- 1450 první zmínka o "dědičné rychtě"

- 1610 v Mikulči stálo 34 domů

- 1677 první zmínka o faře

- 1715 většina obyvatel Mikulče vymřela na následky moru

- 1754 hraniční kameny na Javornickém hřebenu

- 1787 první zmínka o jednotřídní farní škole

- 2. polovina 18. století barokně přestavěn kostel sv. Jiří

- 1813 postavena silnice s pevným povrchem

- 1818 postaven současný kostel svatého Jiří

- 1869 žilo v obci 951 obyvatel

- 1893 založen sbor dobrovolných hasičů

- 19.11.1893 zřízen poštovní úřad

- 1899 návštěva Mikoláše Aleše v Mikulči

- 1931 zřízen pomník obětem první světové války

- 1935 zřízen současný hřbitov

- 1946 elektrifikace obce

- 1949 založeno JZD

- 2013 oprava kostela svatého Jiří

## Obyvatelstvo
| Rok            | 1869 | 1880 | 1890 | 1900 | 1910 | 1921 | 1930 | 1950 | 1961 | 1970 | 1980 | 1991 | 2001 | 2011 | 2021 |
| -------------- | ---- | ---- | ---- | ---- | ---- | ---- | ---- | ---- | ---- | ---- | ---- | ---- | ---- | ---- | ---- |
| Počet obyvatel | 951  | 944  | 940  | 936  | 851  | 761  | 659  | 375  | 325  | 309  | 255  | 193  | 230  | 230  | 272  |
| Počet domů     | 123  | 125  | 127  | 127  | 128  | 131  | 154  | 105  | 77   | 78   | 70   | 78   | 81   | 86   | 100  |

## Obecní správa
V letech 1869–1990 k obci patřila Kukle.

### Obecní symboly
Znak a vlajka byly obci uděleny rozhodnutím předsedy Poslanecké sněmovny Parlamentu České republiky dne 22. listopadu 2001.

## Pamětihodnosti

### Kostel svatého Jiří
Původně gotický kostel, který byl na začátku 18. století barokně přestavěn a v roce 1900 byl opatřen nástěnnými malbami svatého Jiří, svatého Vojtěcha a svatého Václava, vyhotovenými podle návrhů Mikoláše Alše.
Za pozornost také stojí secesní fara či rychta.

### Pomník obětem první světové války
Před kostelem svatého Jiří stojí pomník obětem první světové války z Mikulče a Kukle, zhotovený v roce 1931 z leštěného kamene.

### Náhrobky
Na hřbitově zachováno několik náhrobků z 19. století např. náhrobek Josefa Goldy (rok 1851) s reliéfem opřeného anděla.

### Kříže
- Zbytky kamenného kříže u silnice Svitavy - Litomyšl na počátku obce. Zachovaný původní pískovcový podstavec s datem 1888 doplněný později křížem z leštěného kamene.
- Železný kříž s postavou Krista a kamenným podstavcem v blízkosti hřbitova na konci obce při polní cestě. V zadní části téměř nečitelný nápis 19. století.
- Železný kříž s postavou Krista uprostřed hřbitova. Kamenný podstavec s reliéfem lebky a zkříženými kostmi. Německý nápis 19. století.

## Osobnosti
- Otto Drescher (1895 Mikuleč –1944), generálporučík[10]
- Johann Frodl (1868 Mikuleč – 1962), odborník v oblasti zemědělství[10]
- Josef Gritzbach, vydavatel pohlednic

- Žil zde na dědičné rychtě politik Johann Urbanek (1834–1884), v 2. polovině 19. století poslanec Říšské rady ve Vídni.

## Další fotografie

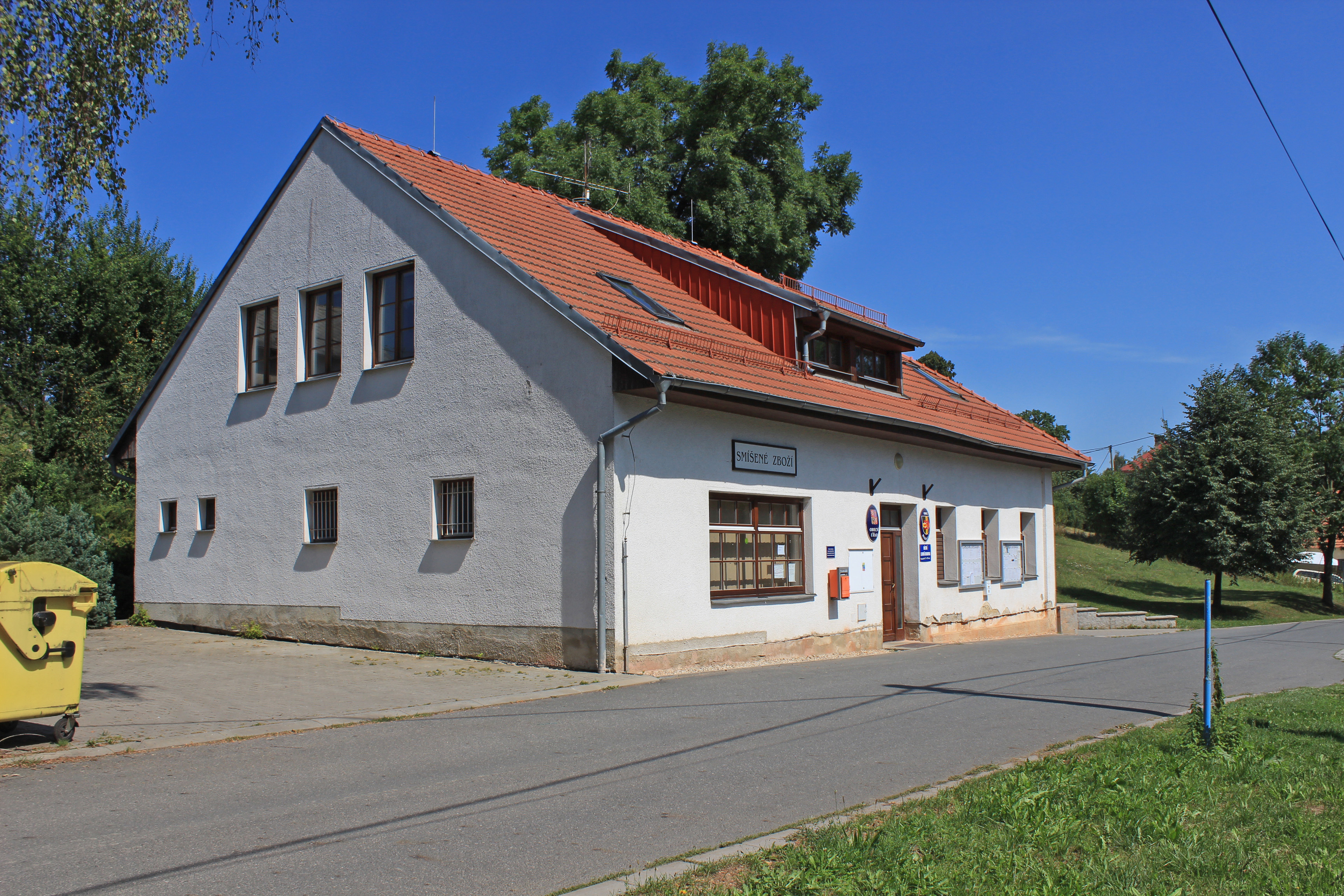
Obecní úřad
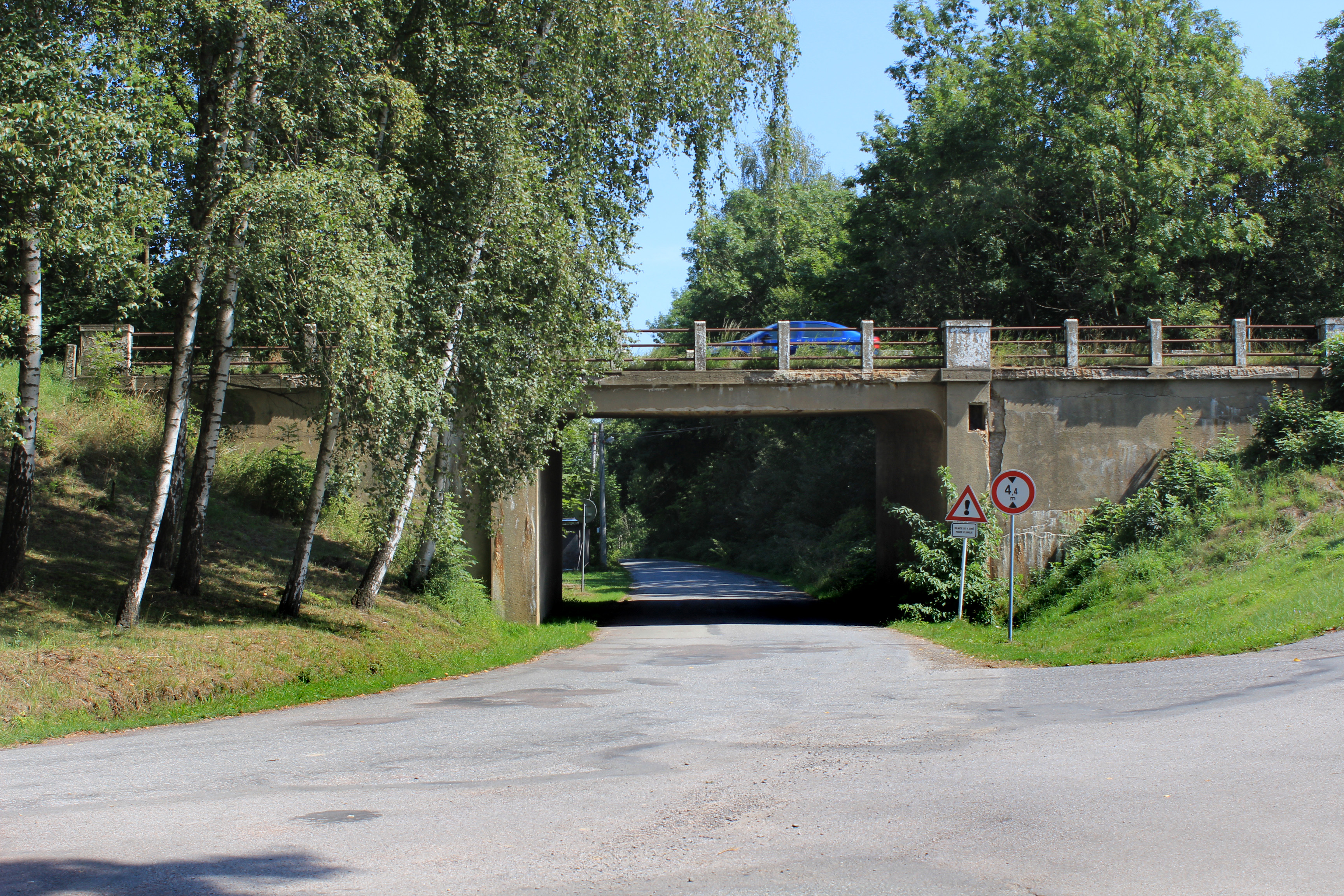
Podjezd pod silnicí II. třídy 366
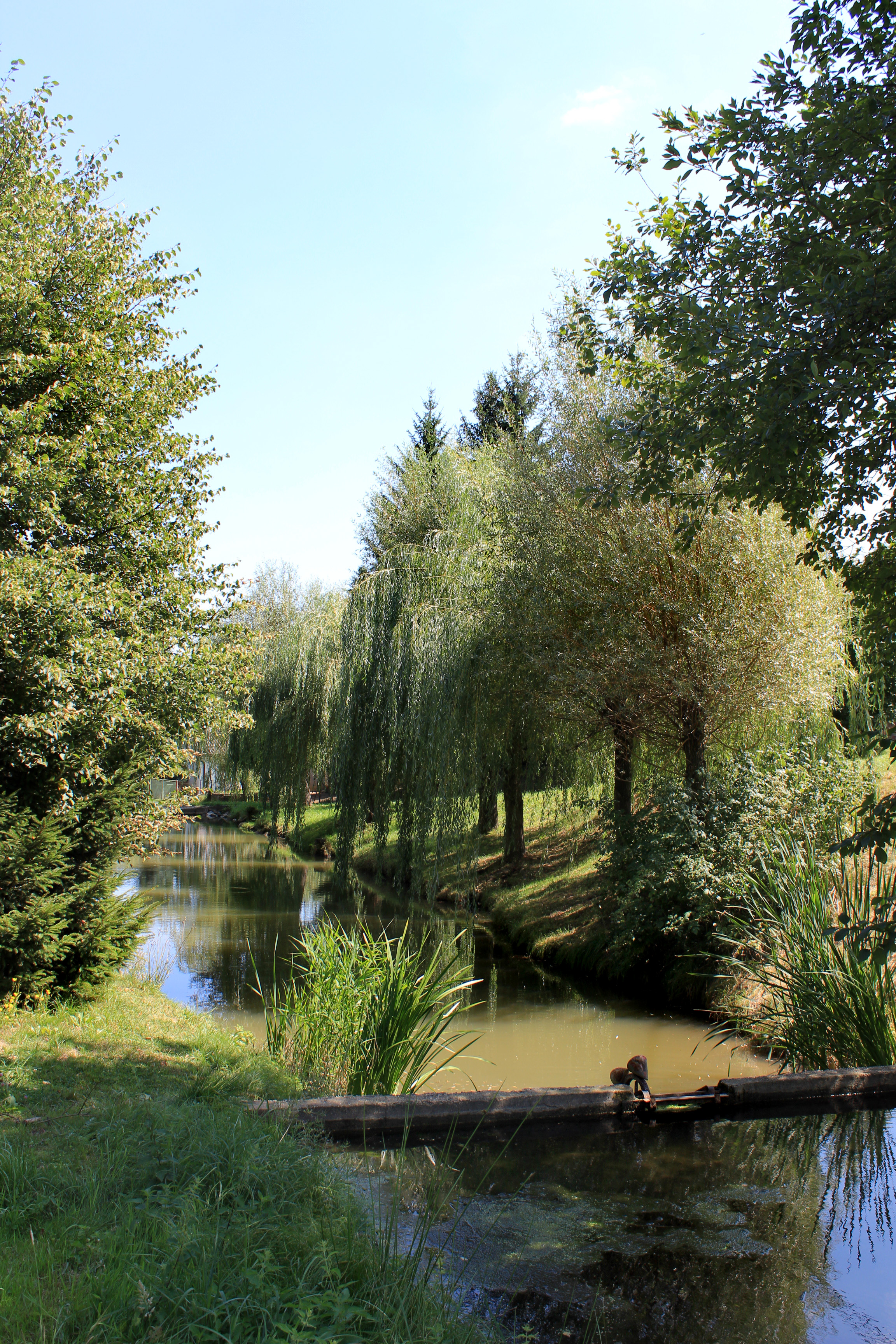
Mikulečský potok